# Syców
Syców (udtale: [ˈsɨt͡suf]; tysk: Groß Wartenberg, indtil 1888 Polsk Wartenberg) er en by i den østligste del af Voivodskabet Nedre Schlesien i det sydvestlige Polen. Byen har 10.102(2021) indbyggere og et areal på 17,05 km². Den er en del af powiatet (amt) Oleśnica. Den ligger 27 kilometer nordøst for Oleśnica og 47 kilometer nordøst for den regionale hovedstad Wrocław.

## Historie
Byen har ligget i Polen siden statens oprettelse i det 10. århundrede, og bosættelsen blev nævnt første gang under det gamle polske navn Syczowe i et dokument udstedt af den polske hertug Henrik 4. Probus i februar 1276.Navnet kommer af det gamle polske navn Syc, som muligvis var ejer af bebyggelsen. Ifølge en anden teori såvel som folketraditioner kommer navnet fra det polske ord "syty". Kort efter dukkede det også op under navnet Wrathenberc, da en lokal kastellan på handelsruten til Kalisz i Storpolen blev dokumenteret.
Den fik stadsrettigheder før 1312. Hertug Konrad 1. af Oleśnica, som arvede det i 1321, kom under Bøhmens overherredømme som en vasal af kong Johan af Bøhmen i 1329, men byen forblev under styre af lokale polske hertuger fra Piast-dynastiet indtil 1489.
Under Trediveårskrigen blev byen erobret af forskellige hære adskillige gange. Den blev erobret af Sakserne i 1632, østrigerne og igen sakserne i 1634, som trak sig tilbage efter Pragfreden i 1635, derefter led den i brand i 1637 og blev erobret af det Svenskerne i 1642, 1643, 1646 og 1648. Byen blev affolket, nogle indbyggere søgte tilflugt i det nærliggende Polen, mens andre døde.
Fra 1684 gik en postrute, der forbinder Warszawa og Wrocław gennem byen, og i det 18. århundrede, en af to hovedruter, der forbinder Warszawa og Dresden også løb gennem byen; Kongerne Augustus 2. den Stærke og August 3. af Polen rejste ofte denne rute.
I 1734 blev den erhvervet af Ernst Johann von Biron, hvis efterkommere holdt Wartenberg selv efter Preussiske annektering af Schlesien i 1742, indtil de blev udvist i 1945. Syców var en del af Tyskland fra 1871 til 1945; i 1888 ændrede tyskerne byens navn fra Polnisch Wartenberg til Groß Wartenberg for at fjerne spor af polske oprindelse. På trods af stigende germanisering fra de tyske myndigheder, udgjorde polakkerne stadig størstedelen af området i slutningen af det 19. århundrede. Efter 1. verdenskrig delte Versailles-traktaten distriktet i to, mellem Tyskland og den genoprettede polske stat, hvilket efterlod selve byen i den tyske del. Den blev til sidst genintegreret med Polen efter 2. verdenskrig i 1945.